# 松江市立病院
松江市立病院（まつえしりつびょういん）は、島根県松江市にある医療機関。松江市病院事業の設置等に関する条例（平成17年3月31日松江市条例第365号）により設置された市立の病院である。松江圏（松江市、安来市）の災害拠点病院であるほか、地域がん診療連携拠点病院であり、緩和ケア病棟（22床）を有する。病院のモットーは「愛情・信頼・奉仕」。

## 沿革
- 1948年4月1日 - 松江市灘町にあった[1]日本医療団松江病院を買収して開設される。
- 1959年4月1日 - 地方公営企業法全部適用。
- 2002年8月13日 - 地域がん診療拠点病院の指定を受ける。
- 2005年8月 - 松江市灘町101番地より現住所に移転。

## 診療科
- 総合診療科
- 内科
- 消化器内科
- 循環器内科
- 呼吸器内科
- 神経内科
- 精神神経科
- 小児科
- 消化器外科
- 腫瘍化学療法・一般外科
- 血管・胸部・内分泌外科
- 心臓血管外科
- 整形外科
- 脳神経外科
- 皮膚科
- 形成外科
- 泌尿器科
- 産婦人科
- 眼科
- 耳鼻咽喉科
- リハビリテーション科
- 放射線科
- 麻酔科
- 緩和ケア・ペインクリニック科
- 救急診療科
- 歯科口腔外科
- 臨床検査科

## 医療機関の指定等
- 保険医療機関
- 救急告示医療機関
- 労災保険指定医療機関
- 指定自立支援医療機関（更生医療・育成医療）
- 身体障害者福祉法指定医の配置されている医療機関
- 精神保健指定医の配置されている医療機関
- 生活保護法指定医療機関
- 結核指定医療機関
- 指定養育医療機関
- 原子爆弾被害者医療指定医療機関
- 第二種感染症指定医療機関
- 母体保護法指定医の配置されている医療機関
- 災害拠点病院
- 臨床研修指定病院（管理型・協力型）
- がん診療連携拠点病院
- DPC対象病院

## 周辺の施設
- 田和山史跡公園
- 島根県立大学短期大学部松江キャンパス
- 島根県立松江商業高等学校
- 島根県立松江農林高等学校
- 松江市立湖南中学校

## 交通アクセス
- JR西日本山陰本線松江駅より松江市バスで約20分、市立病院下車。
- JR西日本木次線出雲大東駅より雲南市民バスで約36分、松江市立病院下車。